# Graphic Adventure Creator
Graphic Adventure Creator (ofta kallat GAC) var ett system för att skriva textadventures som publicerades av Incentive Software och var skrivet av Sean Ellis och Brendan Kelly. Grafiken till demoäventyret, Ransom, gjordes av Pete James och illustrationen på kartongen av Pete Carter.
GAC fanns för ZX Spectrum, Commodore 64 och Amstrad CPC. Jämfört med The Quill hade det en avancerad parser som tillät kommandon som GET THE LAMP THEN LIGHT IT. Det hade också en inbyggd grafikeditor och en textkompressor. GAC blev snabbt populärt och över 117 äventyr skrevs med GAC. Efter att Professional Adventure Writer släpptes mattades populariteten av.